# Xã Silver Brook, Quận Carlton, Minnesota
Xã Silver Brook (tiếng Anh: Silver Brook Township) là một xã thuộc quận Carlton, tiểu bang Minnesota, Hoa Kỳ. Năm 2010, dân số của xã này là 648 người.